# Alejo Véliz
Alejo Véliz (ur. 19 września 2003 w Bernardo de Irigoyen) – argentyński piłkarz, występujący na pozycji napastnika w angielskim klubie Tottenham Hotspur F.C. oraz w reprezentacji Argentyny U-20.

## Kariera
Na podstawie:
| Klub            | Miasto  | Debiut                                                 | Sukcesy | Mecze w międzynarodowych pucharach       |
| --------------- | ------- | ------------------------------------------------------ | ------- | ---------------------------------------- |
| Rosario Central | Rosario | 23 lipca 2021 Rosario Central 2:0 Deportivo Táchira FC | –       | Rosario Central 2:0 Deportivo Táchira FC |

## Statystyki

### Klubowe[2][3]
(aktualne na dzień 23 maja 2023)
| Klub            | Sezon   | Liga             | Liga  | Liga   | Puchar krajowy | Puchar krajowy | Kontynentalne | Kontynentalne | Suma  | Suma   |
| Klub            | Sezon   | Liga             | Mecze | Bramki | Mecze          | Bramki         | Mecze         | Bramki        | Mecze | Bramki |
| --------------- | ------- | ---------------- | ----- | ------ | -------------- | -------------- | ------------- | ------------- | ----- | ------ |
| Rosario Central | 2021    | Primera División | 4     | 0      | 0              | 0              | 1             | 0             | 5     | 0      |
| Rosario Central | 2022    | Primera División | 26    | 6      | 8              | 2              | –             | –             | 34    | 8      |
| Rosario Central | 2023    | Primera División | 14    | 6      | 0              | 0              | –             | –             | 14    | 6      |
| Rosario Central | Łącznie | Łącznie          | 34    | 12     | 8              | 2              | 1             | 0             | 43    | 14     |

### Reprezentacyjne[4]
(aktualne na dzień 23 maja 2023)
Zawodnik nie rozegrał jeszcze żadnego meczu w kadrze seniorskiej. Statystyki pochodzą z meczów reprezentacji U-20.
| Występy i gole w reprezentacji U-20 | Występy i gole w reprezentacji U-20 | Występy i gole w reprezentacji U-20 | Występy i gole w reprezentacji U-20 | Występy i gole w reprezentacji U-20 | Występy i gole w reprezentacji U-20 | Występy i gole w reprezentacji U-20 | Występy i gole w reprezentacji U-20 | Występy i gole w reprezentacji U-20                      |
| Lp.                                 | Data                                | Miasto                              | Przeciwnik                          | Wynik                               | Czas                                | Gole                                | Inne                                | Rozgrywki                                                |
| ----------------------------------- | ----------------------------------- | ----------------------------------- | ----------------------------------- | ----------------------------------- | ----------------------------------- | ----------------------------------- | ----------------------------------- | -------------------------------------------------------- |
| 1.                                  | 21.01.2023                          | Cali                                | Paragwaj U-20                       | 1:2 (1:1)                           | 1'–90'                              |                                     |                                     | Mistrzostwa Ameryki Południowej U-20 w piłce nożnej 2023 |
| 2.                                  | 24.01.2023                          | Cali                                | Brazylia U-20                       | 1:3 (0:2)                           | 65'–90'                             |                                     | żółta kartka                        | Mistrzostwa Ameryki Południowej U-20 w piłce nożnej 2023 |
| 3.                                  | 25.01.2023                          | Cali                                | Peru U-20                           | 1:0 (1:0)                           | 1'–74'                              |                                     |                                     | Mistrzostwa Ameryki Południowej U-20 w piłce nożnej 2023 |
| 4.                                  | 28.01.2023                          | Cali                                | Kolumbia U-20                       | 0:1 (0:0)                           | 64'–90'                             |                                     |                                     | Mistrzostwa Ameryki Południowej U-20 w piłce nożnej 2023 |
| 5.                                  | 11.05.2022                          | Buenos Aires                        | Dominikana U-20                     | 4:0 (2:0)                           | 46'–90'                             |                                     |                                     | mecz towarzyski                                          |
| 6.                                  | 20.05.2023                          | Santiago del Estero                 | Uzbekistan U-20                     | 2:1 (2:1)                           | 1'–85'                              | 1                                   |                                     | Mistrzostwa Świata U-20 w Piłce Nożnej 2023              |
| 7.                                  | 23.05.2023                          | Santiago del Estero                 | Gwatemala U-20                      | 3:0 (1:0)                           | 1'–59'                              | 1                                   |                                     | Mistrzostwa Świata U-20 w Piłce Nożnej 2023              |

## Osiągnięcia
Na podstawie:

### Klubowe
(stan na 23 maja 2023)
Brak ważniejszych osiągnięć.

### Reprezentacyjne
(stan na 23 maja 2023)
Brak ważniejszych osiągnięć.